# Firs Botanical Grounds
53°26′39″N 2°12′50″O / 53.44417, -2.21389

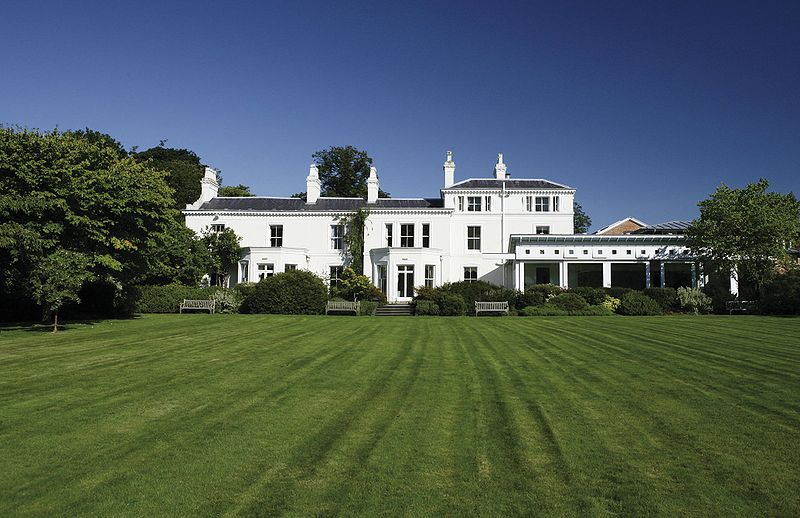
La mansión reconvertida en hotel que se encuentra en el centro de la finca The Firs.

El The Firs Botanical Grounds (Terrenos Botánicos de The Firs) es un jardín botánico que se encuentra ubicado en los terrenos de lo que un día fue la finca nobiliaria de Joseph Whitworth ubicado en los alrededores de Mánchester, Inglaterra. Depende administrativamente de la Universidad de Mánchester.

## Historia
Los terrenos de experimentación de la finca « The Firs » (Los Abetos), son parte del terreno de la finca señorial del reconocido inventor de Mánchester Sir Joseph Whitworth. 
Las estructuras de investigación de botánica se trasladaron a este lugar en 1922 para permitir la extensión del viejo departamento de botánica de la universidad de Mánchester.

## Actividades
Actualmente, las instalaciones están implicadas sobre todo en el abastecimiento del material para los proyectos de enseñanza de los graduados en sus investigaciones así como para los estudiantes, lo que les permite estudiar plantas procedentes de todo el mundo. 
La finca tiene un centro dedicado a mostrar a niños y adultos el mundo de las plantas, así como acrecentar el conocimiento de su importancia y nuestra dependencia de ellas en muchos aspectos de la vida diaria.
En el edificio « The Moss House » en los terrenos del « The Firs Experimental Botanical Grounds » hay facilidades para mostrar a los escolares los recorridos de los terrenos e invernaderos, así como del uso de las colecciones de plantas, y cursos educativos. 